# سیارک ۸۸۴۷۰
سیارک ۸۸۴۷۰ (به انگلیسی: 88470 Joaquinescrig، نامگذاری:2001QB111) هشتاد و هشت هزار و چهارصد و هفتادمین سیارک کشف شده‌است که در ۲۶ اوت ۲۰۰۱ کشف شد.